# Кияс
Кияс (араб. قياس — «аналогія») — в ісламі судження, що виноситься за аналогією, одна з категорій незалежного судження, провідний принцип раціоналістичного дослідження правових питань. Такий правовий метод визнаний мусульманськими школами у зв'язку з тим, що існують проблеми, з приводу яких немає прямих вказівок у ісламських першоджерелах.
Кияс — зіставлення схематичної моделі проблеми, що вирішується, з моделлю вже вирішеної проблеми і виведення рішення за аналогією. Цей метод, в основі якого лежить логіка Аристотеля, широко використовувався римсько-візантійськими юристами. У ісламському богословсько-правовому комплексі він був розроблений Хаммадом ібн Абі Сулейманом (перша половина VIII ст.) та його учнем Абу Ханіфою (699—767). Значення киясу у всій системі фікху і шаріату наскільки велике, що він був прийнятий за одне з їх джерел поряд з Кораном, сунною та іджмою, відтіснивши на задній план інші категорії раціоналістичного дослідження. Завдяки киясу з'явилась можливість аналізувати кожне правове явище, уникаючи механічного нагромадження фактів.
Приклад застосування киясу: «Виноградне вино (хамр) заборонене через його оп'яняючі властивості. Пальмове вино (набіз) має також оп'яняючу дію. Відповідно, пальмове вино повинне бути заборонене».

Метод киясу прийнятий основними сунітськими правовими школами як четверте джерело фікху. Та на відміну від перших трьох джерел, рішення, прийняті на основі киясу, не є базовими, основоположними, обов'язковими до виконання.
З приводу прийнятності рішень виведених на основі киясу, в середовищі мусульманських улемів існували різні думки. Ханафіти, Малікіти та Шафіїти повністю приймають їх як докази. Ханбаліти загалом з недовірою ставляться до киясу, однак визнають рішення, виведені на його основі у виняткових випадках.

Уміння вибрати найвідповідніший для співставлення текст чи факт, застосувати той, чи інший вид киясу, правильно і переконливо побудувати логічний ланцюжок було одним із основних якостей професійного вміння факіха, яке включалось до загального поняття іджтихад.